# 敦賀トンネル
敦賀トンネル（つるがトンネル）は、日本の福井県敦賀市と同県南条郡南越前町を結ぶ北陸自動車道のトンネルである。1977年（昭和52年）に上りトンネルが暫定2車線で開通し、1980年（昭和55年）に下りトンネルが開通した。
本項では、敦賀トンネルと並行する区間に先に建設された、国道8号の敦賀隧道（つるがずいどう）についても述べる。敦賀隧道は、有料道路「敦賀道路」（つるがどうろ）の一部として1962年（昭和37年）に開通し、1972年（昭和47年）に無料開放された。

## 北陸自動車道 敦賀トンネル
北陸自動車道の敦賀トンネルは、敦賀市杉津と南越前町新道とを結ぶ高速自動車国道のトンネルである。

### 概要（敦賀トンネル）
前述の国道8号敦賀トンネルよりも東南の内陸に造られたトンネルである。敦賀側坑口の標高は256.9 mであり、これは北陸自動車道の最高地点でもある。
長さは上り線（米原方面）が3,225 m、下り線（新潟中央方面）が2,925 m。上り線のトンネルは、北陸自動車道全体では子不知トンネル、市振トンネル（NEXCO東日本の管理区間）に次いで3番目（上り線。下り線トンネルは6番目）に長く、北陸道のNEXCO中日本の管理区間では最も長いトンネルである。
トンネル内で下り線が上り線を跨ぐという、全国的にも稀に見る構造になっている。このため、下り線の敦賀側坑口から1つ目の非常口と上り線の敦賀側2つの非常口は走行車線側についている。その他の非常口は追越車線側にある。さらに、北陸新幹線の新北陸トンネルが途中で上下2本のトンネルを跨ぐ形で掘り進められ2021年1月ごろに完成し、北陸新幹線金沢 - 敦賀間開通の2024年3月16日より供用開始している。
敦賀側坑口での高低差をつけるために、上下線トンネルとも下り勾配になっている（特に上り線は顕著）。そのため、トンネル内に設置されている電光の道路情報掲示板には速度超過を警告するメッセージも流れるようになっている。また、出口では積雪など気象条件が大きく変わる上に、下り線出口付近は急カーブであるため、重大事故が発生している。
開通当初は暫定2車線であり、現在の上り線トンネルを対面通行で供用していた。供用開始から4車線化までの間、最高速度40 km/h、そして追い越しのためのはみ出し通行禁止の規制がそれぞれなされていた。下り線トンネルの供用開始（4車線化）以降、最高速度は80 km/hであるが、トンネル内での車線変更禁止の規制はない。

### 歴史（敦賀トンネル）
- 1967年（昭和42年）11月9日：米原JCT - 武生IC間の整備計画が決定される（暫定2車線）。
- 1968年（昭和43年）4月1日：同区間の施行命令が出される。
- 1970年（昭和45年）6月9日：国土開発幹線自動車道建設審議会において、同区間の計画が変更され、4車線で整備されることとなる。
- 1972年（昭和47年）3月8日：工事着手[4]。
- 1977年（昭和52年）
  - 5月：Ⅰ期線（現上り線）トンネル貫通[5]。
  - 12月8日：敦賀IC - 武生IC間の開通に伴って、敦賀IC - 当トンネル間を暫定2車線（※）で供用開始。
- 1980年（昭和55年）6月13日：Ⅱ期線（現下り線）トンネル等、Ⅱ期線区間が完成し、同時に敦賀IC - 当トンネル間が4車線化。

（※）敦賀IC - 葉原トンネル手前は現在の下り線が、葉原トンネル手前 - 敦賀・今庄トンネル間は現在の上り線が、それぞれ先行供用され、両者は仮設の連絡路で結ばれていた。

### 換気方式
上り線は当初、横流換気方式となっていたが、1996年（平成8年）に天井板を撤去、ジェットファンが取り付けられ、以降は縦流換気方式となっている。下り線は供用当初より縦流換気方式であるが、2 ㎞を超えるトンネルでは全国初のものであった。

### 坑門型式（入口）
上り線はルーバー型だったが、2014年（平成26年）に換気設備撤去が行われ、現在は面壁型である。尚隣接する今庄トンネル（上下線）も同型だったが、同時に改築された。下り線は供用当初より面壁型である。

### 隣
E8 北陸自動車道
(4)敦賀IC - 杉津PA - 敦賀トンネル - (5)今庄IC

## 国道8号 敦賀隧道

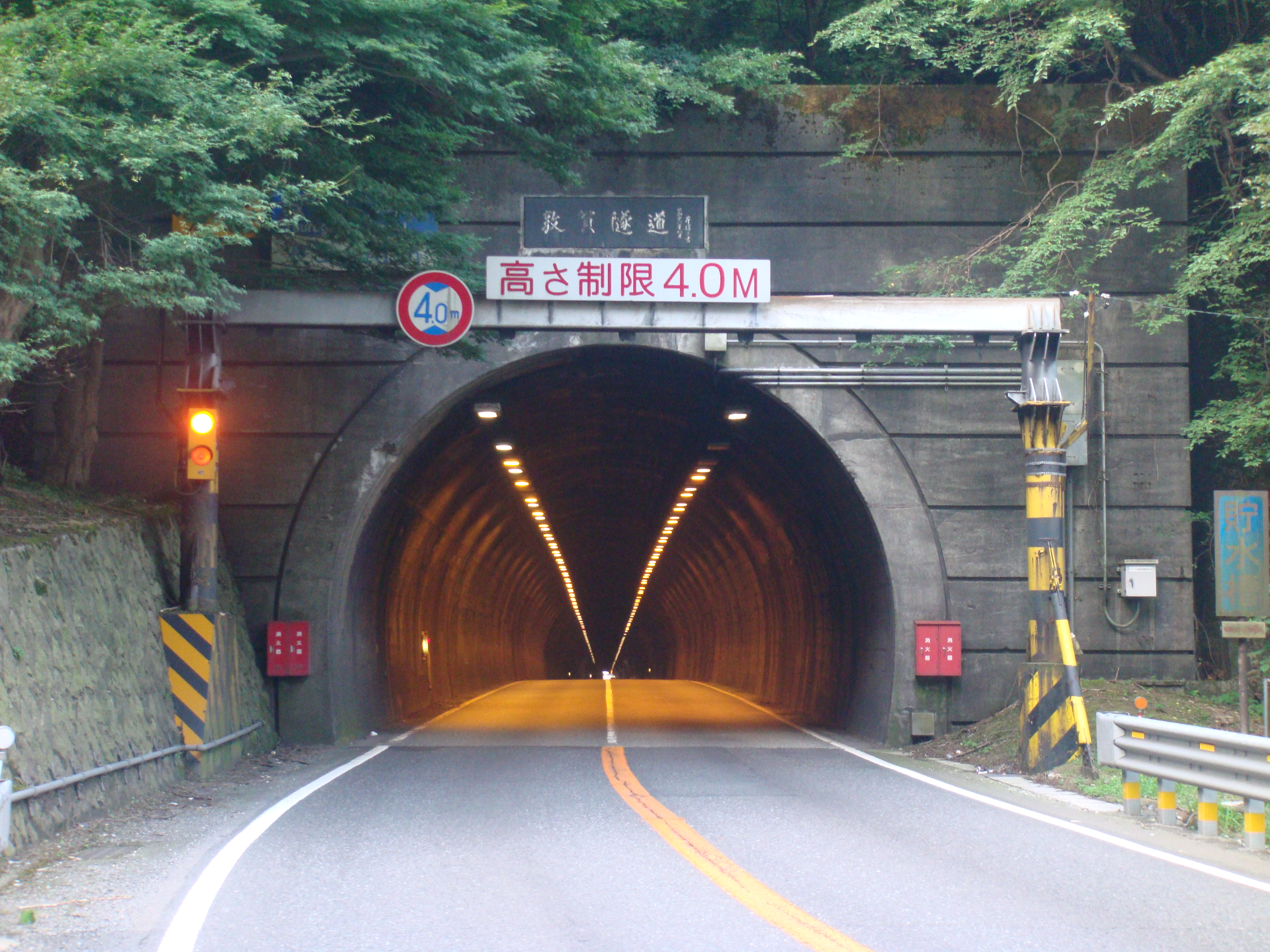
国道8号 敦賀隧道
（南越前町側、2011年（平成23年）撮影）

国道8号の敦賀隧道は、南越前町大谷と敦賀市元比田を結ぶトンネルである。

### 概要（敦賀隧道）
福井県を大きく二分する嶺北と嶺南のいわれとなった木ノ芽峠（木嶺）がある敦賀湾東縁山地（鉢伏山地）の北西部に位置する。当所は甲楽城断層と呼ばれる巨大断層を有する断層崖であり、300 m - 350 mの標高差と平均斜度34度の急崖部の中腹に造られている。
当隧道の西側に並行している福井県道204号大谷杉津線が国道8号の旧道であり、当隧道開通前は嶺北と嶺南を結ぶ唯一の道路であったものの、平均幅員4 mの未舗装路であり、トンネルや長大橋梁をほとんど設けず、この断層崖にへばりつくように蛇行していたまた、地すべりやがけ崩れなどの土砂災害が多発し、年間通行止め日数が1956年（昭和31年）は24日、1957年（昭和32年）は28日におよぶなどの難所であった。昭和30年代に当隧道を含む前後の区間の抜本的な拡幅改良舗装工事が進み、車道は2車線（片側1車線）の幅員が確保された。敦賀市大比田の大比田交差点（福井県道204号大谷杉津線交点）から当トンネル直前までの上り線（敦賀市→南越前町）には登坂車線も設けられている。なお、歩道は整備されていない。
換気装置として多くのジェットファンが設けられており、かつては合計15本以上（2本1組）あった。2021年現在は本数が減らされている。

### 敦賀道路
当トンネルは敦賀道路（敦賀有料道路）として日本道路公団が有料道路として計画、整備された。福井県南条郡河野村（現在の南越前町）大谷から同県敦賀市杉津までの5.2 kmで、事業費は8億600万円であった。当初の計画では1992年（昭和67年＝平成4年）7月7日までの30年間、料金徴収を予定していたが、19年半近く早く償還完了して国に移管された。

### 歴史（敦賀隧道）
- 1959年（昭和34年）
  - 3月23日：当隧道を含む、敦賀道路（敦賀有料道路）の事業許可。
  - 7月：着工。
- 1962年（昭和37年）7月8日：当隧道が完成し、当時の河野村大谷から敦賀市杉津の区間が敦賀道路として開通。
- 1966年（昭和41年）11月10日：貨物自動車に対して、回数券による夜間特別割引を実施。
- 1972年（昭和47年）12月27日：償還が終了して無料開放。
- 2022年（令和4年）8月5日：南越前町側の入口付近で土砂災害が発生[8]。トンネル内に土砂が流入して通行止となる[9]。

### 通行量と料金収入
左の数値は敦賀道路の通行量、右の数値は同道路の料金収入である。
- 1962年度（昭和37年度）：342,970台、41,120,000円
- 1963年度（昭和38年度）：769,072台、86,701,000円
- 1964年度（昭和39年度）：1,121,096台、120,491,000円
- 1965年度（昭和40年度）：1,461,552台、154,587,000円
- 1966年度（昭和41年度）：1,861,059台、196,860,000円
- 1967年度（昭和42年度）：2,175,020台、225,189,000円
- 1968年度（昭和43年度）：2,735,239台、280,067,000円
- 1969年度（昭和44年度）：3,131,202台、327,629,000円
- 1970年度（昭和45年度）：3,676,302台、378,375,000円
- 1971年度（昭和46年度）：4,024,611台、415,330,000円
- 1972年度（昭和47年度）：3,337,228台、344,185,000円